# بیبرا (زاله‌هلتسلاند)
بیبرا (به آلمانی: Bibra) یک شهر در آلمان است که در Südliches Saaletal واقع شده‌است. بیبرا ۲۶۴ نفر جمعیت دارد.